# پیوست به قوانین کوشو
پیوست به قوانین ولایت کای، کوشو هاتّو نو شیدای (به ژاپنی: 甲州法度次第 こうしゅうはっとのしだい)؛ این قانون در سال ۱۵۴۷ توسط تاکدا هارونوبو (تاکدا شینگن)، یک ارباب فئودال در دوره سنگوکو در ولایت کای (نام دیگر کوشو) وضع شد و با نام‌های کوشو هودو نو شیکی، قانون خاندان شینگن، کوشو هودو و کوشو شیکیموکو نیز شناخته می‌شود. در ابتدا شامل ۵۵ مقاله اصلی بود، اما در سال ۱۵۵۴ دو مقاله به آن اضافه شد و مجموع آن به ۵۷ مقاله رسید. همچنین یک کتاب جداگانه با ۲۶ مقاله (کتاب هوساکا) وجود دارد.
کوشو هاتّو نو شیدای از دو جلد اول و دوم تشکیل شده است. جلد اول شامل ۵۷ مقاله است که عمدتاً مقالات مربوط به مقررات حقوقی است و جلد دوم شامل ۹۹ مقاله است و مجموعه ای از احکام اخلاقی برای رفتار روزمره با استناد به بسیاری از آثار کلاسیک چینی مانند منتخبات کنفوسیوس و کتاب منسیوس است. قوانین جلد اول نظم و قوانین طبقه رسمی را در قلمرو محدود می‌کند، مالکیت زمین و اخذ مالیات سالانه اتباع و رهبران زمین را محدود می‌کند و آنها را مجبور می‌کند که به عنوان ملازم خدمت کنند. در مورد بدهی و مالکیت زمین نیز بندهای زیادی وجود دارد.